# Harpesaurus
Harpesaurus — рід ящірок з родини Агамових. Має 5 видів. Інша назва «хаспезаври».

## Опис
Ці агами середнього розміру — до 40 см. Колір шкіри мінливий — зеленуватого, оливкового, коричнюватого, оливкового, фіолетового кольорів з нечисленними темними плямочками або цяточками. Втім забарвлення однорідне. Голова не широка, трохи витягнута. Особливістю цього роду є наявність на морді тонких виростів. Тулуб трохи широкий, витягнутий. Від потилиця до самого кінчика хвоста тягнеться дуже малий гребінець. Хвіст тонкий та довгий, остання третина його закручується на декілька обертів. Кінцівки тонкі, задні довші за передніх. Усі кінцівки мають чіпки пальці.

## Спосіб життя
Полюбляють густі тропічні ліси. Більшу частину життя проводять на деревах. Ховаються у дуплах або серед гілля. Харчуються комахами, дрібними безхребетними.
Це яйцеживородні ящірки. Самиці народжують до 3 дитинчат.

## Розповсюдження
Мешкають в Індонезії та Малайзії. Найбільш розповсюджені на о. Калімантан й сусідніх з ним островах.

## Види
- Harpesaurus beccarii
- Harpesaurus borneensis
- Harpesaurus ensicauda
- Harpesaurus modigliani
- Harpesaurus tricinctus